# Самойловка (Ширяевский район)
Самойловка (укр. Самійлівка) — село, относится к Ширяевскому району Одесской области Украины. Расположено на реке Средний Куяльник.
Население по переписи 2001 года составляло 113 человек. Почтовый индекс — 66822. Телефонный код — 4858. Занимает площадь 0,47 км². Код КОАТУУ — 5125480504.

## Местный совет
66821, Одесская обл., Ширяевский р-н, с. Бранкованово, ул. Центральная, 50